# Carolin Stoltz
Carolin Stoltz, född  2 maj 1981 i Borås, är en svensk skådespelerska som är mest känd för rollen som Olena Petrovich, en illegal invandrare från Ukraina,  i TV-serien Hem till gården. Hon har innan det haft mindre roller i TV-serien Doctors och som tysk terrorist i Clash of the Santas. År 2011 spelade hon en polsk hårfrisörska i Sky 1:s komediserie The Cafe.
2018 hade hon rollen som norsk polis i tv-serien Shetland.